# Джовани Винченцо Гонзага
Вижте пояснителната страница за други личности с името Винченцо Гонзага.
Джовани Винченцо Гонзага (на италиански: Giovanni Vincenzo Gonzaga; * 8 декември 1540, Палермо, Сицилианско кралство, † 23 декември 1591, Рим, Папска държава) от родa Гонзага (кадетски клон Гонзага ди Гуастала) е от 1578 г. кардинал на Римокатолическата църква.

## Произход
Той е най-малкият син на Феранте I Гонзага (* 1507, † 1557), граф на Гуастала, вицекрал на Сицилия, и на съпругата му Изабела ди Капуа (* 1510, † 1559). Негови дядо и баба по бащина линия са Франческо II Гонзага, маркграф на Мантуа, и Изабела д’Есте, а по майчина – херцог Феранте ди Капуа, граф на Алесано, маркиз на Спекия, 2-ри херцог на Термоли и княз на Молфета, и Антоника дел Балцо. Има шест братя и четири сестри:
- Анна (* 1531, † млада)
- Чезаре I (* 1533; † 1575), 2-ри граф на Гуастала, херцог на Амалфи, съпруг на Камила Боромео
- Иполита (* 1535; † 1563), херцогиня на Палиано като съпруга на Фабрицио Колона и княгиня на Стиляно и херцогиня на Мондрагоне като съпруга на Антонио Карафа дела Стадера
- Франческо (* 1538; † 1566), кардинал, епископ на Мантуа
- Андреа (* 1539; † 1586), 1-ви маркиз на Спекия и Алесано, съпруг на Мария Лопес де Падия и де Мендоса
- Ерколе (* ок. 1545, † ок. 1549)
- Отавио (* 1543; † 1583), господар на Черчемаджоре, генерал, съпруг на Изабела да Кореджо и на Чечилия де Медичи
- Филипо († като бебе)
- Джеронима († като бебе)
- Мария († като бебе).

## Биография
Джовани Винченцо е рицар на орден на Хоспиталиерите (от 2-годишна възраст) и приор на Барлета.
Той е повикан от херцог Гулиелмо Гонзага, за да му помага в управлението на Херцогство Мантуа.
Папа Григорий XIII го посвещава в кардиналски сан на консисторията от 21 февруари 1578 г. и го назначава за кардинал-дякон на Сан Джорджо ин Велабро през ноември същата година, а от 1583 г. – на Санта Мария ин Космедин. През 1585 г. е въздигнат в кардинал-свещеник, запазвайки дяконството си, което е въздигнато в титулярна църква pro illa vice.
На 7 август 1587 г. папа Сикст V го назначава за кардинал-свещеник на титулярната църква „Сан Алесио“. 
Участва в конклава от 1585 г., на който е избран Сикст V, в този от 1590 г., на който е избран Урбан VII, и в този от 1591 г., на който е избран Инокентий IX.
Собственик е на Вила Фалкониери във Фраскати, продадена му през 1587 г. от Марио Санти ди Сантафиори, която той разширява до 1603 г. През 1591 г. купува Палацо Русполи в Рим.
Умира на 51 г. в Рим и е погребан в църквата „Сан Алесио“. 